# 5uu's

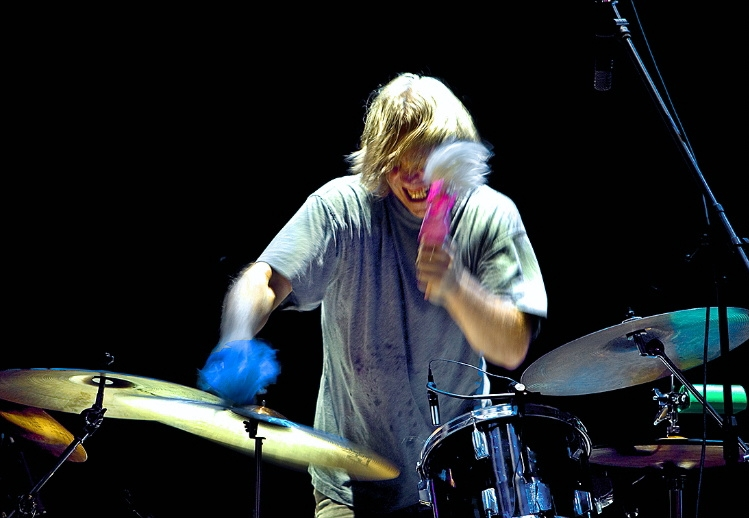

5uu's는 1984년 LA에서 결성된 미국의 익스페리멘탈 록 그룹이다. 리더는 데이브 커만. 그들은 모터 토테미스트 길드라는 밴드와 협력하다가 88년에는 밴드를 합쳐 유 토템을 만들기도 했다.
5uu's는 70년대 음악적 저항운동인 RIO의 영향을 받았으며 씽킹 플레이그이나 헤일(Hail)같은 밴드와 더불어 미국식 RIO로 분류되기도 한다.

## 역사
고등학교때 개러지 밴드를 만든 데이브 커만은 킹 크림슨의 커버밴드를 하기도 했지만 노이즈 뮤직을 실험하곤 했다. 1976년엔 그린피스 축제에서 연주하면서 자신들을 "농부 프레드 A-440 앞에 무릎을 꿇다"로 불렀다. 그들의 공연은 그리 성공적이지 못했고 어떤 팬이 그들에게 헨리 카우와 파우스트를 들어보라고 권해주었다.
헨리 카우와 파우스트 같은 새로운 자극은 커만의 작곡능력을 키워주었다. 그는 팝 가수인 커트 윌슨을 영입하고 밴드명을 5uu's로 정했다. 그리고 1집을 84년에 녹음하기 시작한다. 바빌로니아 우주론을 반영한 컨셉트 앨범으로 86년에야 겨우 완성했다. ReR레코드의 크리스 커틀러는 이 앨범의 홍보와 배포를 도와주었다.
5uu's는 몇몇 콘서트에 초대되었고 LA지역 방송국에도 출연하게 되었다. 그러던 도중 자신들과 꽤 유사한 스타일의 밴드인 모터 토테미스트 길드를 만나게 되어 88년에 2집을 함께 녹음하였다. 앨범을 내고 밴드를 합쳐 그들은 활동하기 시작했으며 밴드명을 유 토템으로 정했다. 유 토템은 이후 큐니폼 레이블을 통해 2장의 앨범을 냈다.
유 토템이 활동을 중지한 1994년, 커만은 씽킹 플레이그의 밥 드레이크와 함께 5uu's를 재결성하고 94년에 앨범 Hunger's Teeth를 냈다. 그들은 남부 프랑스에서 농장을 스튜디오로 쓰고있던 크리스 커틀러와 합류해 앨범작업을 하는데 그것이 Crisis in Clay(1995)였다. 5uu's는 씽킹 플레이그의 기타인 마이크 존슨과 함께 유럽투어를 함께했다.
커만은 99년 미국으로 돌아왔고 Regarding Purgatories(2000)을 녹음했다. 이 앨범에서는 씽킹 플레이그의 보컬인 데보라 페리와 함께 했다. 사실상 커만의 솔로앨범에 가까웠으며 밴드명도 "데이브 커만/5uu's"라 표기되었다. 그는 텔아비브로 이주해 Abandonship(2002)를 녹음한다.
2004년 이스라엘에서 밴드를 추스린 커만은 새로운 곡들을 녹음하기 시작한다. 스튜디오 작업을 통해 잘라붙이기 기법을 많이 사용했다. "Bulldozer"는 이스라엘이 팔레스타인 영토 에 송출하던 방송내용을 넣고 실제 불도저를 연주(!)했다. 이 곡들은 Tel Aviv Construction Events 1–3 EP로 발매되었으며 음반없이 다운로드로 배포했다.

## 음반 목록
- Bel Marduk & Tiamat (1986, LP, U:r Records, US)
- Elements (with Motor Totemist Guild) (1988, LP, Rotary Totem Records, US)
  - Point of Views (1996, CD, Cuneiform Records, US) – re-issue of the LPs Bel Marduk & Tiamat and Elements, the single "Bar Code", plus other material.
- U Totem (1990, CD, Cuneiform Records, U.S.) (as U totem)
- Strange Attractors (1994, CD, Cuneiform Records, U.S.) (as U totem)
- Hunger's Teeth (1994, CD, Recommended Records, UK)
- Crisis in Clay (1997, CD, Recommended Records, UK)
- Regarding Purgatories (2000, CD, Cuneiform Records, UK)
- Abandonship (2002, CD, Cuneiform Records, US)
- Tel Aviv Construction Events 1–3 (2004, download-only, Recommended Records, US)